# Ängesholmen (vid Torsö, Raseborg)
Ängesholmen är en ö i Finland.   Den ligger i landskapet Nyland, i den södra delen av landet, 80 km väster om huvudstaden Helsingfors.
Ängesholmen har vägförbindelse med Torsö.